# Alessandro Fancellu
Alessandro Fancellu (Como, 24 april 2000) is een Italiaans wielrenner.

## Carrière
Fancellu behaalde bij de junioren op de wereldkampioenschappen wielrennen 2018 de bronzen medaille, achter Remco Evenepoel en Marius Mayrhofer.
Na een stageperiode bij Trek-Segafredo in 2020 werd Fancellu in 2021 prof bij EOLO-Kometa. In 2022 maakte hij in de Ronde van Lombardije zijn debuut in de World Tour.
In 2025 won Fancellu de tweede etappe in de Ronde van Japan, waarna hij de leiderstrui overnam van Atsushi Oka. Na de vierde etappe raakte hij die leiderstrui kwijt aan zijn ploeggenoot Simone Raccani. Een dag later heroverde hij de trui in de rit naar Mount Fuji. In de resterende twee etappes verdedigde hij zijn leidende positie met succes, waardoor hij Giovanni Carboni opvolgde op de erelijst.

## Palmares

### Overwinningen
2025
2e etappe Ronde van Japan
Eindklassement Ronde van Japan

### Resultaten in voornaamste wedstrijden
|      | \| Jaar \| Amstel Gold Race \| Ronde van Lombardije \| Waalse Pijl \| \| ---- \| ---------------- \| -------------------- \| ----------- \| \| 2022 \| \| 55e \| \| \| 2023 \| \| opgave \| \| \| 2024 \| 63e \| \| opgave \| |                      |             |
| Jaar | Amstel Gold Race | Ronde van Lombardije | Waalse Pijl |
| 2022 | | 55e                  |             |
| 2023 | | opgave               |             |
| 2024 | 63e |                      | opgave      |

## Ploegen
- 2020 –  Kometa Xstra Cycling Team
- 2020 –  Trek-Segafredo (stagiair vanaf 1 auguustus)
- 2021 –  EOLO-Kometa
- 2022 –  EOLO-Kometa
- 2023 –  EOLO-Kometa
- 2024 –  Q36.5 Pro Cycling Team
- 2025 –  Team UKYO[a]

Bernard · Brambilla · Ciccone · Clarke · Conci · De Kort · Eg · Elissonde · Kamp · Kirsch · Liepiņš · López · Mollema · Mosca · Moschetti · Mullen · A. Nibali · V. Nibali · Pedersen  · Porte · Quarterman · Reijnen · Ries · Simmons · Skujiņš · Stuyven · Theuns · Weening (vanaf 5 juni) · Fancellu (stagiair) · Skjelmose Jensen (stagiair) · Tiberi (stagiair)
Albanese · Archibald · Bais · Belletti · Christian · Dina · Fancellu · Fetter · Fortunato · Frapporti · García · Gavazzi · Grávalos · Pacioni · Ravasi · Rivi · Ropero · Sevilla · Viegas · Wackermann · Hernaiz (stagiair) · Martin (stagiair) · Piganzoli (stagiair)
Albanese · Bais · Bevilacqua · Christian · Dina · Fancellu · Fedeli (vanaf 20/6) · Fetter · Fortunato · García · Gavazzi · Grávalos · Lonardi · Maestri · Á. Martín · D. Martín · Ravasi · Rivi · Ropero · Rosa · Sevilla · Viegas · Montoli (stagiair) · Muñoz (stagiair) · Pietrobon (stagiair)
Albanese · D. Bais · M. Bais · Bevilacqua · Fancellu · Fetter · Fortunato · Garosio · Gavazzi · Lonardi · Maestri · Á. Martín · D. Martín · Pietrobon · Piganzoli · Raccani (tot 9/8) · Rivi · Serrano · Sevilla · Tercero · De Cassan (stagiair) · Muñoz (stagiair)
Abreha · Azparren · Badilatti · Brambilla · Calzoni · Camprubi · Christen · Colombo (vanaf 1/8) · Conca · de la Cruz · Devriendt · Donovan · Fancellu · Frison · Hagen · Howson · Ludvigsson · Małecki · Monk · Moschetti · Nizzolo · Parisini · Rosskopf · Sajnok · Steimle · Townsend · Whelan · Zukowsky · Krijnsen (stagiair) · Sommer (stagiair)